# Безбородьково
Безборо́дьково (укр. Безбородькове) — село,
Письмечевский сельский совет,
Солонянский район,
Днепропетровская область,
Украина.
Код КОАТУУ — 1225085502. Население по переписи 2001 года составляло 419 человек.

## Географическое положение
Село Безбородьково находится на правом берегу реки Камышеватая Сура,
выше по течению на расстоянии в 3,5 км расположено село Новопокровка,
ниже по течению на расстоянии в 1 км расположено село Староднепровское,
на противоположном берегу — село Письмечево.
Через село проходит автомобильная дорога Т-0420.